# 第十四季超級籃球聯賽新人選秀會
2016年第14季SBL超級籃球聯賽新人選秀會為超級籃球聯賽（SBL）在第14季SBL開打之前舉辦的第10屆新人選秀會，於2016年7月6日舉行，原訂7月4日舉辦。本屆新人選秀會共有22人參與，最終有8人獲選，由張宗憲成為選秀狀元。

## 選秀結果
| →      | 順序一 | 順序二          | 順序三          | 順序四          | 順序五 | 順序六        | 順序七 |
| [ 2 ]  | 金酒   | 臺銀            | 富邦            | 裕隆            | 達欣   | 台啤          | 璞園   |
| ------ | ------ | --------------- | --------------- | --------------- | ------ | ------------- | ------ |
| 第一輪 | 張宗憲 | （富邦） 蘇奕晉 | （臺銀） 范士恩 | （台啤） 黃聰翰 | 翁嘉鴻 | 李愷諺        | 吳家駿 |
| 第二輪 | 放棄   | 吳祐任          | 放棄            | 放棄            | 放棄   | （金酒） 放棄 | 放棄   |
| 第三輪 | 不適用 | 放棄            | 不適用          | 不適用          | 不適用 | 放棄          | 不適用 |

| 輪次 | 總順位 | 球員   | 位置 | 選中球隊                    | 畢業/就讀學校        |
| ---- | ------ | ------ | ---- | --------------------------- | -------------------- |
| 1    | 1      | 張宗憲 | 後衛 | 金門酒廠                    | 楊百翰大學夏威夷分校 |
| 1    | 2      | 蘇奕晉 | 前鋒 | 富邦勇士 （來自臺灣銀行）   | 明道大學             |
| 1    | 3      | 范士恩 | 前鋒 | 臺灣銀行 （來自富邦勇士）   | 國立臺灣科技大學     |
| 1    | 4      | 黃聰翰 | 前鋒 | 台灣啤酒 （來自裕隆納智捷） | 明道大學             |
| 1    | 5      | 翁嘉鴻 | 中鋒 | 臺北達欣工程                | 醒吾科技大學         |
| 1    | 6      | 李愷諺 | 後衛 | 台灣啤酒                    | 醒吾科技大學         |
| 1    | 7      | 吳家駿 | 後衛 | 璞園建築                    | 國立體育大學         |
| 2    | 8      | 吳祐任 | 後衛 | 臺灣銀行                    | 國立體育大學         |

參考資料：

## 選秀權交易
1. 1 2 3 4  2016年8月3日，富邦勇士與金門酒廠進行交易[3]：
  - 富邦勇士獲得金門酒廠第十四季新人選秀會第一輪遴選球員張宗憲
  - 金門酒廠獲得富邦勇士第十四季新人選秀會第一輪遴選球員蘇奕晉、第十五季新人選秀會第一輪選秀權以及蕭順議
2. 1 2 3 4  富邦勇士與臺灣銀行第十二季超級籃球聯賽協議互換第十四季新人選秀會第一輪選秀權順序[1]。
3. 1 2  2015年10月10日，裕隆納智捷與台灣啤酒進行交易[4][1]：
  - 裕隆納智捷獲得台灣啤酒第十三季新人選秀會第二輪遴選球員吳怡斌
  - 台灣啤酒獲得裕隆納智捷第十四季新人選秀會第一輪選秀權
4. ↑  台灣啤酒與金門酒廠第十三季超級籃球聯賽進行交易[1]：
  - 台灣啤酒獲得金門酒廠第十三季新人選秀會第三輪遴選球員邱金龍
  - 金門酒廠獲得台灣啤酒第十四季新人選秀會第二輪選秀權

## 選秀報名
2016年6月24日，為本屆新人選秀會的報名截止日。最終共22人參與新人選秀會：
- 張宗憲
- 李愷諺
- 蘇奕晉
- 范士恩
- 翁嘉鴻
- 黃聰翰
- 梁震宇
- 吳家駿
- 楊宏煜
- 倪軍凱
- 方浩偉
- 柴瑋
- 吳祐任
- 蕭鈺競
- 王律智
- 邱瑞奇
- 楊天佑
- 翟振皓
- 周俊穎
- 陸得恩
- 賴冠瑜
- 林成宇

## 外部連結
- . 中華民國籃球協會. 2016-05-24  [2023-02-29]. （原始内容存档于2021-07-24）.